# Alamo (Teksas)
Alamo je grad u američkoj saveznoj državi Teksas. Prema popisu stanovništva iz 2010. u njemu je živjelo 18.353 stanovnika.